# Miezelen
Miezelen is een Oudhollands kaartspel.

## Begin
Iedere speler begint met vijfentwintig punten. Per slag die iemand haalt mag een punt worden afgetrokken. Wanneer iemand er niet in slaagt een slag te halen dan krijgt hij vijf punten die worden opgeteld bij zijn totaal. Diegene die het eerste nul punten bereikt is de winnaar. Uitbetalen aan de winnaar, al naargelang het aantal punten dat iedereen heeft (bijvoorbeeld een dubbeltje per punt). Het is zaak zo veel mogelijk slagen te maken en de tegenspelers dus punten aan te smeren wanneer de speler zelf al een slag binnen heeft.

## Delen van de kaarten
Het spel wordt gespeeld met een stok van 32 kaarten (toepkaarten) met de normale volgorde: aas, heer, vrouw, boer, 10, 9, 8, 7. Aas is het hoogst. Het spel wordt gespeeld met drie of vier spelers (vier is het beste). Na het schudden van de kaarten krijgt iedere speler 3+2 kaarten. Dus eerst iedereen drie kaarten geven, dan de overige twee. Troefkaart is de laatste kaart van de eerste drie van de gever, deze wordt omgedraaid en later weer in de hand genomen.

## Passen of meegaan
Voordat er gespeeld gaat worden, moeten de spelers beslissen of ze passen of meegaan. Er moeten twee spelers spelen, dus als de eerste twee passen dan moeten de laatste twee spelen. Nadat is gecalled wie er speelt, mogen de spelers maximaal drie kaarten wisselen. Dan kan het spel beginnen.

## Het spel
De voorhand komt uit met een kaart van eigen keuze. De andere spelers moeten bekennen, dat wil zeggen een kaart van dezelfde kleur bijleggen. Wanneer men de gevraagde kleur niet bezit, mag er getroefd worden (maar dat hoeft niet). Diegene die de hoogste kaart opgooit wint de slag en mag de volgende kaart op tafel brengen.

## Miezel
Als een speler vijf kaarten van een kleur in handen heeft, roept hij, nadat iedereen zich uitgesproken heeft maar voordat de eerste kaart op tafel komt, 'miezel'. De speler met een 'miezel' mag vijf punten aftrekken, de rest krijgt er vijf bij. Heeft een speler een miezel die ook de troef is (harten miezel bij harten troef bijvoorbeeld), dan krijgt iedereen er tien punten aan, en de gene met de miezel tien eraf. Bij een schoppen miezel krijgt iedereen er 10 punten bij (schoppen telt altijd dubbel), en als de troef ook schoppen is zelfs twintig. En bij degene die de miezel heeft gaan ze er weer af. Als meerdere spelers een miezel hebben, dan geldt dit voor iedere miezel afzonderlijk.
Na een miezel is het spel direct beëindigd.

## Bijzondere regels
Een speler mag maar tweemaal achtereen passen, de derde keer is hij dus verplicht mee te spelen. Wanneer iemand op vijf strafpunten staat of minder, moeten alle spelers meespelen.
Wanneer schoppen troef wordt gedraaid, dan moeten ook alle spelers meespelen en mag er dus niet gepast worden.

## Einde van het spel
Zodra na een spel iemand op nul punten of daaronder eindigt, is degene met de minste punten de winnaar. Hij of zij krijgt vervolgens van iedere andere speler het aantal punten maal het bedrag per punt.

## Miezjelen
In de Limburgse variant van Miezelen (ook wel Schelsbergs Miezjelen) is troeven wanneer men niet kan bekennen wel verplicht, evenals overtroeven. Schoppen troef heeft geen bijzondere betekenis, net als een schoppen miezel. Verder mogen er maximaal vijf kaarten geruild worden i.p.v. drie.